# Castelnau-d'Anglès
 Castelnau-d'Anglès  là một xã thuộc tỉnh Gers trong vùng Occitanie tây nam nước Pháp. Xã này có độ cao trung bình 234 mét trên mực nước biển.